# Shin'ichi Watanabe
Shin'ichi Watanabe (渡邊 慎一 Watanabe Shin'ichi?,  Yokohama, Prefectura de Kanagawa, 6 de septiembre de 1964), también conocido como Nabeshin (ナベシン), es un actor de voz y director de anime japonés. Watanabe es principalmente conocido por haber dirigido Excel Saga y las OVAs de Puni Puni Poemi. En Excel Saga, le dio voz al personaje de Nabeshin, un hombre de extraño aspecto y pelo afro, del cual el mismo Watanabe adoptó numerosos artilugios. 
El apodo de Nabeshin es una combinación de su nombre ("nabe" de Watanabe y "shin" de Shin'ichi). Acerca de su apariencia (similar al personaje de Arsène Lupin III), Watanabe comentó que dejó crecer su afro y comenzó a usar ropa brillante para destacar y llamar la atención.

## Carrera
Watanabe apareció en el episodio 32 de Hayate no Gotoku! como invitado especial, e hizo un cameo en la serie de OVAs Nurse Witch Komugi. También trabajó como director en la serie producida por Nippon Animation y emitida en 2006, Yamato Nadeshiko Shichi Henge. Igualmente apareció en el capítulo 7 de Nyan Koi!, en una escena como conductor de autobús.
Creó y dirigió catorce capítulos de la serie Dotto! Koni-Chan, además de dirigir los OVAs de Gravitation. El guion estuvo a cargo de Satoru Akahori y Masaharu Amiya, mientras que el diseño de personajes fue hecho por Mitsuhiro Yoneda. La serie se desarrolla en capítulos divididos en 3 episodios de 7 minutos de duración aproximadamente, y las historias suelen ser distintas por episodio, llenas de clichés, parodias y situaciones de humor de los más variados tipos.

## Filmografía

### Director
- Fair, then Partly Piggy (1997-1998) - Debut
- Gravitation: Lyrics of Love (1999)
- Lupin III: Da Capo of Love: Fujiko's Unlucky Days (1999)
- Excel Saga (1999-2000)
- Dotto! Koni-chan (2000-2001) (up to the 13th episode)
- Puni Puni Poemi (2001)
- Tenchi Muyo! GXP (2002)
- éX-D: Danger Zone (2002)
- Nerima Daikon Brothers (2006)
- Yamato Nadeshiko Shichi Henge (2006-2007) (known as The Wallflower in the US)
- Monster High (anime exclusivo de Japón) (2014)
- To Be Hero (2016)